# ゴム製品関連の業界団体の一覧
ゴム製品関連の業界団体の一覧（ゴムせいひんかんれんのぎょうかいだんたいのいちらん）を示す。
ゴム製品製造業者の親睦などを目的とする団体、技術向上などを行う団体など、多岐にわたる。

## 業界団体一覧
- 日本ゴム工業会
- ゴムベルト工業会
- 再生ゴム工業会
- 日本ゴムビニール手袋工業会
- 日本ゴムホース工業会
- 日本ゴム履物協会